# Технологичен сайт
Технологичният сайт е уебсайт, който публикува съдържание на технологична тематика.
Това съдържание включва информация за нови продукти, бизнеса на технологичните компании, за резултати от проучвания за електрониката и други. Повечето технологични сайтове също така предоставят рецензии на технологични продукти в писмена или дори видеоформа, както и по-любопитно съдържание за интересни и забавни джаджи.
Примери за български новинарски сайтове, публикуващи технологично съдържание, са HiComm, Smart News, Digital, Kaldata, nixanbal, IDG и други.